# James Herriot

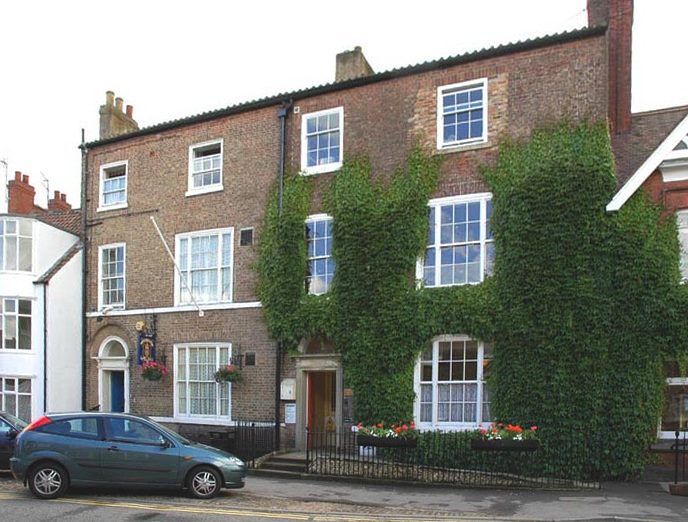
Muzeum Jamesa Herriota w Thirsk

James Herriot, właśc. James Alfred „Alf” Wight (ur. 3 października 1916 w Sunderland, zm. 23 lutego 1995 w Thirsk) – brytyjski lekarz weterynarii i pisarz, autor cyklu ośmiu powieści Wszystkie stworzenia duże i małe (All Creatures Great and Small).

## Życiorys
W 1939 ukończył studia weterynaryjne w Glasgow, a następnie podjął pracę lekarza weterynarii w miejscowości Thirsk w hrabstwie Yorkshire, gdzie mieszkał do końca życia. Podczas wojny zgłosił się na ochotnika do RAF-u. Według tego, co sam pisał, nie został pilotem ze względu na stan zdrowia. Służył natomiast jako członek obsługi naziemnej.
W latach 70. XX w. opisał wydarzenia ze swojej praktyki w serii powieści pod wspólnym tytułem Wszystkie stworzenia duże i małe, która przyniosła mu światową sławę. Książki opisują życie i pracę lekarza weterynarii na angielskiej prowincji (jednym z tematów jest niemiecka próba dominacji w Europie pod przewodnictwem Hitlera). Głównym bohaterem jest alter ego autora, młody weterynarz James Herriot, któremu w pracy towarzyszą żona Helen, nieco szalony wspólnik Siegfried Farnon oraz nieodpowiedzialny młodszy brat tego ostatniego, Tristan.  
W 1979 Herriot został odznaczony Orderem Imperium Brytyjskiego.
Do końca życia pracował w zawodzie. 24 lutego 1995, dzień po jego śmierci, otwarto na Uniwersytecie w Glasgow bibliotekę weterynaryjną jego imienia (The James Herriot Library).

## Twórczość

### Wszystkie stworzenia duże i małe
Cykl Wszystkie stworzenia duże i małe:
1. Jeśli tylko potrafiłyby mówić (If Only They Could Talk), 1970
2. To nie powinno się zdarzyć (It Shouldn't Happen to a Vet), 1972
3. Nie budźcie zmęczonego weterynarza (Let Sleeping Vets Lie), 1973
4. Weterynarz w zaprzęgu (Vet in Harness), 1974
5. Weterynarze mogą latać (Vets Might Fly), 1976
6. Szał pracy (Vet in a Spin), 1977
7. Boże stworzenia (The Lord God Made Them All), 1981
8. Wszystkie stworzenia (Every Living Thing), 1992

W Polsce w 1980 jednotomowy wybór pt. Wszystkie stworzenia małe i duże... ukazał się w „Czytelniku”. Od 1995 kolejne tomy całego cyklu wydawała oficyna Zysk i S-ka, a od 2015 publikuje je Wydawnictwo Literackie.

### Inne książki
- James Herriot's Yorkshire, ISBN 0-7181-1753-0, 1979
- James Herriot's Yorkshire Revisited, ISBN 978-0312206291, 1999
- Kocie opowieści (Cat stories), ISBN 83-11-09233-8, 2001

## Ekranizacje
Cykl został kilkakrotnie zekranizowany. W 1974 powstał film fabularny Wszystkie stworzenia duże i małe (All Creatures Great and Small) na podstawie pierwszych dwóch części, w reżyserii Claude’a Whathama (wystąpili m.in. Simon Ward, Anthony Hopkins, Lisa Harrow). W 1975 nakręcono sequel pod tytułem To nie powinno się zdarzyć (It Shouldn't Happen to a Vet) w reżyserii Erica Tilla (zagrali w nim John Alderton, Colin Blakely, Lisa Harrow).
W latach 1978–1990 zrealizowano serial BBC pod tytułem Wszystkie stworzenia duże i małe (wyst. Christopher Timothy, Robert Hardy, Peter Davison, Carol Drinkwater). Serial był wyświetlany w Polsce.